# Leopold Dmochowski
Leopold Dmochowski ps. Sęk (ur. 26 stycznia 1929 w Drewnowie-Dmoszkach) – polski działacz kombatancki, żołnierz polskiego podziemia antykomunistycznego, łącznik Narodowego Zjednoczenia Wojskowego.

## Życiorys
Od marca 1946 roku był zaprzysiężonym członkiem Narodowego Zjednoczenia Wojskowego. Pełnił funkcję łącznika w oddziale Władysława Żwańskiego ps. „Błękit”. W swoim domu w Drewnowie-Dmoszkach ukrywał i leczył partyzantów III Brygady NZW. Aresztowany w 1947 roku przez Urząd Bezpieczeństwa i przez dziewięć dni poddawany okrutnemu śledztwu w siedzibie Urzędzie Bezpieczeństwa w Czyżewie. W trakcie śledztwa nie wydał nikogo.
Po wyjściu z aresztu w kwietniu 1947 zakończył działalność niepodległościową i prowadził gospodarstwo rolne. Jest członkiem Związku Żołnierzy Narodowych Sił Zbrojnych Okręg Łomżyński. Od 2018 roku zasiada w Radzie Naczelnej Związku Żołnierzy NSZ. Uczestniczy w licznych spotkaniach patriotycznych i kombatanckich w Polsce.

## Odznaczenia
- Order Krzyża Niepodległości II klasy – 2018[1]
- Medal Pro Patria – 2017
- Medal Stulecia Odzyskanej Niepodległości – 2019
- Medal Pro Bono Poloniae – 2022
- Krzyż Zasługi Związku Żołnierzy Narodowych Sił Zbrojnych